# Ferdinand Schur
Schur Ferdinand, Philipp Johann Ferdinand Schur (Königsberg, 1799. február 18. – Bielitz, 1878. május 28.) német-osztrák botanikus, vegyész.

## Életrajza
Schur 1799. február 18-án született Königsbergben, egy gombkészítő fiaként. Tíz éves korában a Kneiphof'sche Dom-Gymnasium tanulója lett, mikor azonban ezt magasabb polgári iskolává alakították át, magántanulóként készült az egyetemi hallgatói vizsgára. A család pénzügyi lehetőségei azonban nem voltak elégségesek. Schur ekkor választotta a gyógyszerész szakmát, gyógyszerésztanonc lett Gerdauenben, ahol a vár kertjében végzett botanikai gyűjtést. 1819-ben a gyógyszerész-segédi vizsga letétele után még hét évig maradt a gerdaueni gyógyszertárban, honnét a fischhauseniba lépett át. Miután botanikai tanulmányait itt is bővítette, visszatért Königsbergbe, de csakhamar ismét elhagyta szülővárosát és hogy a tanulmányainak folytatásához szükséges költséget beszerezze, Elbingben és Danzigban segédeskedett. Négy év mulva tért vissza Königsbergbe és itt Dulk egyetemi tanár gyógyszertárában kapott alkalmazást; egyúttal alkalmat nyert a vegyészeti előadások hallgatására is. Négy év mulva további tanulás végett Berlinbe ment; részt vett több botanikai kirándulásban; letette a gyógyszerészi vizsgát és a bölcseleti doktorátust. Ezután mint a vegyészet, gyógyszerészet és füvészet magán-oktatója tartotta fenn magát; azonban a közben kitört kolera járvány szétoszlatta tanítványait és így rendes keresetétől megfosztva, kénytelen volt egy vegyészeti gyárban elhelyezkedni. Innét Liesingbe (Bécs mellett) hívták meg a vegyészeti gyár igazgatójának, ahol a Bécs környékbeli flórát tanulmányozta.
Néhány év mulva Inzersdorfban saját vegyészeti gyárat alapított, mely azonban csakhamar idegen kézbe jutott. Ekkor Magyarországra jött, Pozsonyban és Szent Györgyön különböző vállalatokban vett részt, melyek nem sikerültek és tönkre juttatták. Mindez azonban nem kedvetlenítette el, szorgalmasan folytatta botanikai tanulmányait és Szent-Györgyön felfedezte az Urtica Kiowiensis Ragow növényt. 1845-ben Schurt Nagy-Szebenbe hívták meg, ahol egy részvénytársulat alakult, mely megbízta őt, hogy egy kénsavgyárt rendezzen be és vezessen. E gyár igazgatója volt nyolc évig. 1847-ben ő is azok közé lépett, kik egy természettudományi társulat felállítása körül fáradoztak.
1853-ban a nagyszebeni természettudományi társulat előterjesztésére, Erdély kormányzója Schwarzenberg herczeg megbízta Schurt, aki addig leginkább Nagyszeben környékén gyűjtött növényeket, hogy 1853. július 5-től augusztus 15-ig Erdélyben növénytani körutat tegyen; ez alkalommal több mint 2300 új vagy ritka növényfaj birtokába jutott. 1853 őszén már Brassóban működött mint az ottani gimnázium tanára. 1854-ben Bécsbe költözött és ott leányaival együtt leánynevelő-intézetet alapított, melyet néhány évig vezetett. 1868. szeptemberben Brünnbe költözött fiához, aki ott volt evangélikus lelkész. Fia Brünnből Bielitzbe költözött és 1877-ben ő is oda ment, hol 1878. május 28-án meghalt.

## Fontosabb munkái
- Auszug aus dem Berichte über eine im Auftrage Sr. Durchlaucht Karl Fürsten zu Schwarzenberg vom 5. Juli bis 15. August 1853 unternommene botanische Rundreise durch Siebenbürgen von Dr. Ferdinand Schur auf Anordnung der k. k. siebenb. Statthalterei, redigiert von Michael Fusz. Hermannstadt, 1859.
- Enumeratio plantarum Transsilvaniae exhibens: stirpes phanerogamas sponte crescentes atque frequentius cultas, Cryptogamas vasculares, Characeas etiam Muscos Hepaticasque. Vindobonae, 1866.